# Edoeard Streltsov
Edoeard Anatoljevitsj Streltsov (Russisch: Эдуард Анатольевич Стрельцов) (Perovo bij Moskou, 21 juli 1937 – aldaar, 30 juli 1990) was een voetballer uit de Sovjet-Unie met als bijnaam de Russische Pelé. Slechts drie spelers scoorden vaker voor het nationale elftal en in vergelijking met die andere drie had Streltsov hier veel minder wedstrijden voor nodig.

## Biografie

### Vroege carrière
Streltsov maakte zijn debuut op 16-jarige leeftijd voor Torpedo Moskou in de Sovjet-competitie. Het volgende seizoen werd hij topschutter van de competitie met vijftien goals en leidde hij zijn team naar de vierde plaats.
In 1955 werd hij voor het eerst opgeroepen voor het nationale elftal. Op 26 juni maakte hij zijn debuut in een vriendschappelijke wedstrijd tegen Zweden en scoorde in de eerste helft meteen een hattrick. Ook in zijn tweede wedstrijd tegen India liet hij de netten drie keer trillen. In 1956 nam hij met zijn land deel aan de Olympische Spelen in Melbourne. Ter voorbereiding speelde het land een onofficiële wedstrijd tegen Australië, die een zwaar pak rammel kregen, het werd 16-2 en Streltsov had alweer drie keer gescoorde. Op de Spelen zelf maakte hij in de eerste wedstrijd de 2-0 tegen het Duitse eenheidsteam, een belangrijke goal daar de Duitsers nog de aansluitingstreffer maakten enkele minuten laten. In de halve finale tegen Bulgarije maakte hij in de verlengingen de gelijkmaker, Tatoesjin maakte daarna nog de winnende goal. Bondscoach Gavriil Katsjalin vond dat in de finale tegen Joegoslavië twee clubploegmaats moesten spelen als aanvaller. Door de blessure van Ivanov betekende dit ook dat Streltsov uit de boot viel. De Sovjets wonnen tegen Joegoslavië en Nikita Simonjan die de plaats van Streltsov innam bood hem wel zijn gouden medaille aan, die hij weigerde.
In 1958 kwalificeerde het nationale elftal zich voor haar eerste WK. Hij zorgde eigenhandig voor de kwalificatie door in de beslissende wedstrijd tegen Polen de score te opnenen. In de competitie scoorde hij 12 keer in vijftien wedstrijden en leidde hij Torpedo, dat altijd overschaduwd werd door stadsrivalen CSKA, Dinamo en Spartak, naar een tweede plaats.

### Verkrachtingszaak
Streltsov stond erom bekend een rokkenjager te zijn, veel te drinken en een extravagant leven te leiden. Hij werd een ware ster in zijn land. Op een feest op het Kremlin ter ere van hun olympische medaille in 1957 stelde politica Jekaterina Foertseva voor dat hij met haar dochter Svetlana zou trouwen. Hij zei dat hij al verloofd was, maar later op de avond zou hij dronken de dochter beledigd hebben. Bij buitenlandse reizen vertelde hij altijd dat hij het jammer vond om terug te keren naar de Sovjet-Unie, wat opgemerkt werd door de communistische partij. In mei 1958 ging hij met zijn teammaats Michail Ogonkov en Boris Tatoesjin naar een feestje, waar ze de 20-jarige Marina Lebedeva ontmoetten. De volgende ochtend werd het drietal gearresteerd voor haar verkrachting. De bewijzen tegen hen waren verwarrend en spraken elkaar tegen, zelfs Lebedeva's uitleg zelf. Bondscoach Katsjalin bekende later voor zijn dood dat de communistische partij duidelijk maakte dat Streltsov niet geholpen kon worden in deze zaak, en dat deze onder druk stond van een op wraak zinnende Foertseva. Er werd hem gezegd dat hij mee naar het WK in Zweden mocht als hij de verkrachting bekende, wat hij dan ook deed. Echter mocht hij helemaal niet mee en werd hij veroordeeld voor twaalf jaar goelag. Ogonkov en Tatoesjin mochten drie jaar geen voetbal meer spelen en mochten niet meer uitkomen voor het nationale elftal. Streltsov werd in het strafkamp meteen hard aangepakt en lag maanden in de ziekenboeg om te herstellen van een fikse rammeling. Zonder Streltsov werden de Sovjets op het WK in de kwartfinale uitgeschakeld door Zweden, waartegen Streltsov in zijn eerste wedstrijd nog drie keer scoorde.

### Terugkeer naar het voetbal
Op 4 februari 1963 werd hij na vijf jaar vrijgelaten. En ging voor een amateurclub van de ZIL-fabriek spelen, die ook aan Torpedo gelinkt was. Nadat Leonid Brezjnev aan de macht kwam kreeg hij vele brieven om Streltsov terug toe te laten tot Torpedo. Er was tegenkanting binnen de partij, maar hij oordeelde dat aangezien hij een vrij man was hij ook mocht voetballen voor wie hij wilde en zo werd hij terug voetballer in 1965. Mede dankzij hem slaagde Torpedo er zelfs in om landskampioen te worden. Op 16 oktober 1966 speelde hij opnieuw voor het nationale elftal.In 1967 en 1968 werd hij voetballer van het jaar. In 1968 won hij met Torpedo tegen Pachtakor Tasjkent de beker.
Hij overleed in 1990 aan keelkanker, volgens zijn vrouw zou die ontwikkeld zijn door het bestraalde voedsel in de goelag. In 1996 veranderde Torpedo Moskou de naam van het stadion in Edoeard Streltsovstadion. In 2006 kreeg hij postuum een gouden medaille voor de spelen in 1956 toen beslist werd dat niet enkel de spelers die de wedstrijd gewonnen hadden een gouden medaille kregen maar de hele ploeg die deelgenomen had.

## Erelijst
Met Torpedo Moskou:
- Top Liga: 1965
- USSR voetbalbeker: 1968

Sovjets olympisch elftal:
- Gouden medaille: 1956

Individuele prijzen:

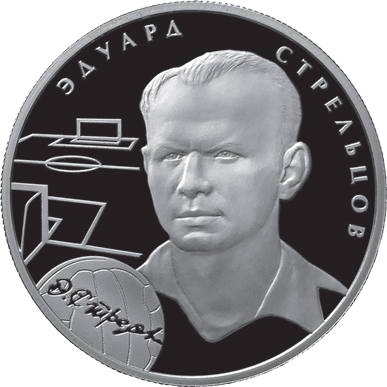
Herdenkingsmunt uit 2010

- Sovjet-Russisch voetballer van het jaar: 1967 en 1968
- Topscorer Top Liga: 1955 (15 doelpunten in 21 wedstrijden)